# Ambohima
Ambohima is een geslacht van spinnen uit de  familie van de Phyxelididae.

## Soorten
- Ambohima pauliani Griswold, 1990
- Ambohima sublima Griswold, 1990